# Echinopsis walteri
Echinopsis walteri är en kaktusväxtart som först beskrevs av R. Kiesling, och fick sitt nu gällande namn av Hans Christian Friedrich och Glaetzle. Echinopsis walteri ingår i släktet Echinopsis och familjen kaktusväxter. Inga underarter finns listade i Catalogue of Life.